# Pimprí-Čiňčvad
Pimprí-Čiňčvad (maráthsky पिंपरी चिंचवड) je průmyslové město v Maháráštře, jednom ze svazových států Indie. K roku 2011 mělo přibližně 1,7 miliónu obyvatel. Vzniklo sloučením několika předměstí většího města Puné, které leží jihovýchodně od něj, do jehož okresu spadá a s kterým tvoří souměstí. Od Bombaje, hlavního města Maháráštry a největšího indického města vůbec, je Pimprí-Čiňčvad  vzdálen přibližně 190 kilometrů jihovýchodně. 
Většina obyvatelstva mluví maráthsky.
Ve městě má továrny několik průmyslových koncernů, mimo jiné Bajaj Auto a Tata Motors.